# 322912 Jedlik
322912 Jedlik este un asteroid din centura principală de asteroizi.

## Descriere
322912 Jedlik este un asteroid din centura principală de asteroizi. A fost descoperit pe 11 ianuarie 2002 la Piszkesteto de Krisztián Sárneczky și Zsuzsanna Heiner. Asteroidul prezintă o orbită caracterizată de o semiaxă mare de 2,20 ua, o excentricitate de 0,14 și o înclinație de 3,5° în raport cu ecliptica.